# Birmingham Bulls (ECHL)
Birmingham Bulls byl profesionální americký klub ledního hokeje, který sídlil v Birminghamu ve státě Alabama. V letech 1992–2001 působil v profesionální soutěži East Coast Hockey League. Bulls ve své poslední sezóně v ECHL skončily v základní části. Své domácí zápasy odehrával v hale Birmingham–Jefferson Convention Complex s kapacitou 19 000 diváků. Klubové barvy byly červená a černá.
Zanikl v roce 2001 přestěhováním do Atlantic City, kde byl založen tým Atlantic City Boardwalk Bullies.

## Přehled ligové účasti
Zdroj: 
- 1992–1995: East Coast Hockey League (Západní divize)
- 1995–1997: East Coast Hockey League (Jižní divize)
- 1997–2001: East Coast Hockey League (Jihozápadní divize)